# Egidio Gennari
Egidio Gennari (Albano Laziale, 20 aprile 1876 – Gor'kij, 12 aprile 1942) è stato un politico italiano.

## Biografia
Iniziò la carriera politica nel Partito Socialista Italiano, di cui fu vicesegretario tra il 18 giugno e il 20 novembre 1918, sostituendo di fatto il segretario Costantino Lazzari, arrestato per "disfattismo", fino al suo rientro il 20 novembre 1918. In seguito, il 25 febbraio 1920, fu eletto segretario del Psi, sostituendo Nicola Bombacci.
Durante il XVII Congresso Socialista di Livorno del 15-21 gennaio 1921 abbraccia la fazione rivoluzionaria che il 21 gennaio si scinde e forma il Partito Comunista d'Italia e rassegna le dimissioni da segretario del Psi; nello stesso anno viene eletto deputato nel collegio di Firenze. Il 5 ottobre del 1922 a Trieste viene condannato in qualità di direttore del giornale "Il Lavoratore" a 15 mesi e a 10.000 lire di ammenda; lo stesso giorno è aggredito e pugnalato da una banda fascista. Nel 1923 entrò a far parte del comitato esecutivo del PCd'I, dirigendone anche il suo ufficio illegale e avvicinandosi sempre più al nuovo gruppo dirigente gramsciano.
Alle elezioni politiche del 1924 confermò il suo seggio alla Camera, venendo eletto a Trieste. Il nome di battaglia durante l'esilio era "Maggi". Rappresentante del Partito Comunista d'Italia presso il Comintern dal 1927 al 1928, viaggiò spesso in America Latina su incarico dell'Internazionale Comunista. Nel 1940, mentre si trovava in URSS, fu colpito da una grave malattia che lo portò in breve tempo alla paralisi e alla morte, avvenuta proprio durante le fasi "calde" dell'Operazione Barbarossa.

## Opere
- Per combattere il fascismo e il capitalismo: fronte unico! (Lettera agli operai italiani). Pubblicato da Edizioni di Stato operaio, 1933